# Тупайевые
Тупа́йевые (лат. Tupaiidae) — одно из двух семейств млекопитающих отряда тупай. Это небольшие зверьки, исконно обитающие в тропических лесах Юго-Восточной Азии.

## Этимология
Русское название семейства и рода Тупайя происходит от малайск. tupai (произносится как тупай или тупэй).

## Общее описание
Это мелкие, похожие на белок или крыс животные, с удлинённым туловищем и короткими пятипалыми конечностями. Длина тела 10—25 см, хвоста — 14—20 см; весят они от 30—60 г (малая тупайя) до 350 г (филиппинская тупайя). Передние лапы длиннее задних. Пальцы вооружены серповидными когтями. Лапы не хватательные: большие пальцы не противопоставляются остальным, и их подвижность ограничена. III палец самый длинный. Голова довольно крупная, с удлинённой мордочкой, заострённой к носу. Ушные раковины крупные, округлые. Верхняя губа голая. Глаза большие, направлены в стороны. Хвост длинный и пушистый. Волосяной покров умеренной длины, густой и мягкий; окрас обычно тёмно-бурый и рыжевато-коричневый, реже светлый. У некоторых видов имеются продольные полосы на плечах или отметки на морде.
Мозг примитивный, гладкий, без борозд и извилин, однако у них наибольшее отношение массы мозга к массе тела, превышающее даже человеческое. Зубов 38. Верхние резцы длинные, клыковидной формы. Верхние клыки небольшие и сходны с предкоренными зубами. Коренные зубы с широкой жевательной поверхностью, похожи на зубы насекомоядных.

## Образ жизни
Обитают в тропических дождевых и горных лесах Юго-Восточной Азии: от Индостана и Индокитая до Малайского архипелага, Хайнаня и запада Филиппин. Активность дневная. Ведут преимущественно древесный образ жизни, лазая по деревьям, зарослям кустарника, но часто встречаются и на земле. Из органов чувств наиболее сильно развиты слух и зрение. Всеядны, питаются в основном насекомыми и плодами. Живут парами или поодиночке. Сезонность в размножении не отмечена. Беременность длится от 41—50 до 54—56 дней. В помёте обычно от 1—2 до 4 голых и слепых детёныша. Лактация у самки продолжается до 28 суток; в возрасте 30 дней молодые зверьки покидают родное гнездо. Половой зрелости достигают к 6 месяцам.

## Классификация
Красная книга МСОП признаёт в семействе 3 рода и 22 вида:
- Род Индийские тупайи (Anathana)
  - Индийская тупайя (Anathana ellioti)
- Род Гладкохвостые тупайи (Dendrogale), или горные тупайи[3]
  - Южная гладкохвостая тупайя (Dendrogale melanura), или южная тупайа[3]
  - Северная гладкохвостая тупайя (Dendrogale murina), или северная тупайа[3]
- Род Тупайи (Tupaia), или обыкновенные тупайи[3]
  - Малайская тупайя (Tupaia belangeri)
  - Tupaia chrysogaster
  - Tupaia discolor
  - Полосатая тупайя (Tupaia dorsalis)
  - Филиппинская тупайя (Tupaia everetti) [syn.  Urogale everetti]
  - Tupaia ferruginea
  - Обыкновенная тупайя (Tupaia glis)
  - Стройная тупайя (Tupaia gracilis)
  - Tupaia hypochrysa
  - Индонезийская тупайя (Tupaia javanica), или яванская тупайя[4]
  - Длиннолапая тупайя (Tupaia longipes)
  - Малая тупайя (Tupaia minor)
  - Горная тупайя (Tupaia montana)
  - Никобарская тупайя (Tupaia nicobarica)
  - Палаванская тупайя (Tupaia palawanensis)
  - Украшенная тупайя (Tupaia picta)[1], или борнейская тупайя[5]
  - Tupaia salatana
  - Краснохвостая тупайя (Tupaia splendidula)
  - Большая тупайя (Tupaia tana)

Филиппинская тупайя (Tupaia everetti) ранее включалась в монотипический род филиппинских тупай (Urogale), но в 2011 году на основе выводов молекулярно-генетических исследований была перемещена в самый многочисленный род семейства — тупай.